# Ninot (banda)
Ninot (Marioneta, en Catalán) fue un grupo representativo del movimiento de rock mexicano de la parte final de los años 1980 y principios de los años 1990. De estilo pop y con fuerte influencias de grupos ingleses, crearon un sonido sobrio y depurado que los diferenció de sus contemporáneos.

## Carrera
Fue integrado por grandes personalidades de la historia del Rock mexicano: Enric Rodamillans (en su momento fue administrador de Rockotitlán y quien organizó las célebres Batallas de las Bandas, además de que produjo a numerosos grupos como Ansia o Guillotina, y dirigió el sello discográfico Dodo, distribuido por Sony Music), Jarris Margalli (músico de las bandas Auroc , Mistus, La Luna Verde, Jaguares y Jarris Margalli & Groovydelics; actualmente sigue como solista), Carlos Walraven (baterista de Consummatum Est y productor e ingeniero de audio de bandas como Real De Catorce y Jaguares) y Fratta (sigue una carrera solista, llamada en un principio Romántico Desliz, además de ser músico de apoyo de artistas como El Sr. González).
La banda Ninot hizo numerosos conciertos en distintos foros de la época, como el Gimnasio de Coyoacán, el teatro Ángela Peralta, el Tianguis Cultural del Chopo, Rockotitlán, Rock Stock y las instalaciones del Instituto Mexicano de la Radio (Imer) de la Ciudad de México, sin descontar el Ciclo de Clínicas del Rock del Instituto Mexicano del Seguro Social (IMSS), una destacada actuación en la Plaza de Toros de Guatemala y la apertura del concierto de Radio Futura en el Hotel de México (hoy WTC). La agrupación también participó en los programas de televisión Espectáculo de la Ciudad (Imevisión, hoy TV Azteca), Águila o Rock (producido por el Consejo Nacional para la Cultura y las Artes, transmitido por Imevisión y Canal Once) y Música Futura (Televisa).
Produjeron dos discos: These are the future spaces (solo incluye temas en inglés; en realidad surgió como una broma de Enric, haciendo creer que era un disco de un grupo inglés) y Mil marionetas (reeditado en CD, incluyendo varios bonus tracks en vivo). Grabaron un videoclip oficial (de la canción Así, como tú) y dos temas de Mil Marionetas formaron parte de la programación habitual de la desaparecida estación Espacio 59 (590 AM; de Núcleo Radio Mil): Lejos de la Tierra y Tiempo perdido.
Ninot se desintegró a principios de la década de los noventa por diferencias entre sus integrantes, y tuvo una breve reunión en la segunda mitad de esa década para un concierto en el Hard Rock Café de la Ciudad de México.

## Miembros
- Enric Rodamilans - bajo y voz
- Jarris Margalli - guitarra y voz
- Carlos Walraven - batería
- Fratta - teclados

## Discografía
- These are the future spaces (1986; producido por Marc Rodamilans)
- Mil marionetas (1988; producido por Marc Rodamilans y Ninot). Reeditado en formato CD en 1999